# Alter Ego (album Amandy Lear)
Alter Ego – album francuskiej piosenkarki Amandy Lear, wydany w 1995 roku.

## Ogólne informacje
Był to pierwszy od dwunastu lat album Lear nagrywany w Monachium. Zawierał głównie taneczne, dyskotekowe piosenki, utrzymane w modnym wówczas nurcie eurodance. Znalazł się tu też cover piosenki "Torneró" włoskiego zespołu I Santo California, a także utwór dedykowany Salvadorowi Dalemu - "This Man".
Album nie wszedł na żadne listy sprzedaży, choć cieszył się uznaniem wśród fanów. Promowały go trzy single, a piosenka "Peep!" została użyta jako temat przewodni niemieckiego programu erotycznego pod tym samym tytułem, którego prowadzącą była Amanda.

## Lista ścieżek
1. "Alter Ego" - 2:01
2. "Angel Love" - 4:36
3. "Love Me, Love Me Blue" - 3:48
4. "Muscle Man" - 4:15
5. "This Man (Dali's Song)" - 4:34
6. "Peep!" - 3:56
7. "Everytime You Touch Me" - 3:43
8. "On the Air Tonight" - 3:34
9. "Rien ne va plus" - 3:46
10. "Go Go Boy (When I Say Go)" - 3:31
11. "Dance Around the Room" - 4:04
12. "I'll Miss You" - 3:34
13. "Alter Ego (Part 2)" - 2:07

## Single z płyty
- 1995: "Everytime You Touch Me"
- 1995: "Peep!"
- 1996: "Angel Love"